# Ljudska vas Hahe
Ljudska vas Hahe (korejsko 안동하회마을) je tradicionalna vas iz obdobja dinastije Čoson v Andongu v okrožju Gjongsangbuk-do v Južni Koreji. Ha je okrajšava za 'reko', he pa pomeni »obrniti se, vrniti se, vrniti se«.
Vas je dragocen del korejske kulture, saj ohranja arhitekturo obdobja Čoson, ljudske tradicije, dragocene knjige in staro tradicijo klanovskih vasi. Unesco jo je leta 2010 skupaj z ljudsko vasjo Jangdong uvrstil na seznam svetovne dediščine in vsako leto privabi približno milijon obiskovalcev.

## Pregled
Hahe, ustanovljena v 14. in 15. stoletju, je skupaj z Jangdongom ena najbolj cenjenih zgodovinskih vasi v Južni Koreji, v kateri so tesno povezane družine. Naselje vključuje rezidence družin, paviljone, konfucijanske akademije in študijske paviljone, ki odražajo aristokratsko konfucijansko kulturo zgodnjega obdobja Čoson. V vasi je šest od 124 hiš razglašenih za narodni zaklad.
Severno od vasi je pečina Bujongde, južno pa gore Namsan. Vas je organizirana okoli geomantičnih smernic pungsu (korejski feng šuj), zato ima vas obliko lotosovega cveta ali dveh prepletenih vejic.

## Zgodovina
Klan Rju (ali Ju v nekaterih prepisih) iz Pungsana je v 15. stoletju v času dinastije Čoson ustanovil ljudsko vas Hahe in je od takrat enoklanovska skupnost. Vas je znana po tem, da je ohranila številne prvotne strukture, kot so vaška konfucijanska šola in druge stavbe, ter ohranja ljudske umetnosti, kot je plesna drama z maskami Hahe ('Bjonlsin-gut'), ki je šamanistični obred v čast duhovom skupnosti vasi.
Vas je danes razdeljena na Namčon (južna vas) in Pukčon (severna vas), pri čemer je glavna veja klana Pungsan Rju, Gjomampa, na strani Namčon in sekundarna veja, Soaepa, potomec Ju Sŏngnjonga, znanega predsednika vlade v času vladavine kralja Sondža Čosonaa na strani Bukčon. Severna vas vsebuje dvorec Jangdžindang, označen kot zaklad št. 306, in hišo Pikčondek, označeno kot pomembno folklorno gradivo št. 84. Južna vas vsebuje dvorec Čunghjodang, označen kot zaklad št. 414, in hišo Namčondek, pomembno folklorno gradivo št. 90. Medtem ko je vsaka veja klana Pungsan Rju živela v svojih dvorcih in stranskih hišah, danes obe veji živita po vsej vasi.
Vas ohranja stare arhitekturne sloge, ki so se izgubili zaradi hitre modernizacije in razvoja v Južni Koreji. Aristokratske rezidence s strešniki in hiše za služinčad s slamnato streho ohranjajo arhitekturne sloge dinastije Čoson. Paviljon Vondžidžongsa in konfucijanska šola Bjongsan sta dve pomembni stavbi v vasi. Vas je ohranila šamanistični obred Bjolsin-gut in maske Hahe, ki se uporabljajo v plesu mask Hahe. Drug obred, ki se še vedno izvaja, je Džulbul Nori, pri katerem se uporabljajo ognjemeti, ki se izstrelijo ob vznožju pečine Bujongde. Svetišče JYongmogak hrani zbirko knjig Ju Sŏngnjonga in vključuje južnokorejski nacionalni zaklad št. 132, Džingbirok, knjigo, ki beleži vojno Imdžin v Koreji leta 1592. Zaklad št. 160, Kunmundungok, je zapis o vojaških taboriščih. Čunghjodang hrani tudi 231 kraljevih imenovanj.
V vasi je 650 let staro drevo zelkova, imenovano Samsindan, za katerega v korejskem šamanizmu pravijo, da je dom boginje Samsin. Obiskovalci napišejo svoje želje na liste papirja in jih obesijo poleg drevesa.
Kraljica Elizabeta II. Britanska je leta 1999 obiskala vas Hahe. Med njenim obiskom so domačini v vasi priredili zabavo ob njenem 73. rojstnem dnevu.

## Neopredmeteno kulturno bogastvo

### Predstava mask Hahe Bjolsingut
Predstava mask, ki je bila uprizorjena v Hahe-ri, Pungčon-mjon, mesto Andong, provinca Severni jongsang, je nacionalni neopredmeteni kulturni zaklad št. 69. Izvor te igre mask je ples mask Sonangdže, ki je neprostovoljna dramatična zmaga, ki jo opazimo v Dongdžeju, za razliko od Sande Mjonghvadžon, tradicionalne korejske igre mask. Bjolsingut Tal Nori je igra mask, ki je vključena v celoten vaški obred in je mešanica rituala, ljudske opere in pantomime.

### Ogenj Sunju Line
Ogenj Sunyu Line je ljudska igra, pri kateri ljudje obesijo vrečko, napolnjeno z ogljenim prahom, na dolgo vrvico, ki visi v zraku, in uživajo v spektakularnem dogodku, v katerem plameni skačejo po zraku. V vasi Hahe v Andongu so aristokrati vzeli pesem in se odpravili na reko, kjer so peli in uživali v pesmi pod polno luno v juliju. V tistem času so uživali v polivanju olja na jajčne lupine ali koščke cimetov in jih razpihovali s stenjem ali pa spuščali prižgana borovca v Bujongdeju.

## Turizem
Ljudska vas Hahe je od leta 2010 uvrščena na seznam svetovne dediščine in letno privabi več kot milijon obiskovalcev.
Ministrstvo za kulturo, šport in turizem ter Korejska turistična organizacija jo vsako leto od leta 2013 do 2025, razen v letih 2016–2017, uvrščata na seznam »100 turističnih točk v Koreji, ki jih morate obiskati«.
Od leta 2021 je vstop turističnim avtobusom na območje prepovedan, da bi ohranili vas.

## Galerija
- Rezidenca Jangdžin
- Rezidenca Čunghjo
- Hiša v vasi Hahe
- Hiša v vasi Hahe
- Hiša v vasi Hahe